# 褐黃鸚竺鯛
褐黃鸚竺鯛（學名：Ostorhinchus luteus），又稱褐黃鸚天竺鯛，為輻鰭魚綱鈎頭魚目天竺鯛科鸚竺鯛屬下的一個種，分布於中西太平洋帛琉至馬紹爾群島海域，深度1至49公尺，本魚體呈橢圓形，體稍側扁，頭大、眼大、口大且斜裂，頜齒細小，前鰓蓋骨邊緣有鋸齒，鰓蓋骨後緣棘不發達，體被弱櫛鱗，體色淺黃色，頭上有六條狹窄的藍色條紋，上面的兩條條紋通常在身體上延續為較寬的紫色條紋；第二背鰭和臀鰭基部有藍邊黃色條紋，背鰭2個，尾鰭略凹，背鰭硬棘8枚、背鰭軟條9枚、臀鰭硬棘2枚、臀鰭軟條8枚，體長可達4.4公分，棲息在有遮蔽的潟湖與臨海礁石，夜間成群活動，屬肉食性，以浮游性甲殼動物與小型無脊椎動物為食，繁殖期時，雄魚具有口孵習性，卵約7日化成仔魚，由雄魚吐出，具短暫的仔魚飄浮期，生活習性不明。